# Шатноа (Горња Саона)
Шатноа (фр. Châtenois) насеље је и општина у источној Француској у региону Франш-Конте, у департману Горња Саона која припада префектури Лир.
По подацима из 2011. године у општини је живело 120 становника, а густина насељености је износила 20,87 становника/km². Општина се простире на површини од 5,75 km². Налази се на средњој надморској висини од 350 метара (максималној 413 m, а минималној 278 m).

## Демографија
| 1962. | 1968. | 1975. | 1982. | 1990. | 1999. | 2011. |
| ----- | ----- | ----- | ----- | ----- | ----- | ----- |
| 91    | 104   | 97    | 112   | 108   | 126   | 120   |

График промене броја становника у току последњих година